# 令和3年台風第9号
令和3年台風第9号（れいわ3ねんたいふうだい9ごう、アジア名：Lupit）は、2021年8月4日に発生した台風。鹿児島県に上陸した台風である。

## 経過
- 8月4日、南シナ海で台風9号が発生。
- 8月8日20時過ぎ、鹿児島県枕崎市付近に上陸[1][2]。
- 8月9日5時過ぎ、広島県呉市付近に再上陸。
- 8月9日9時、温帯低気圧に変わる。

## 影響と被害

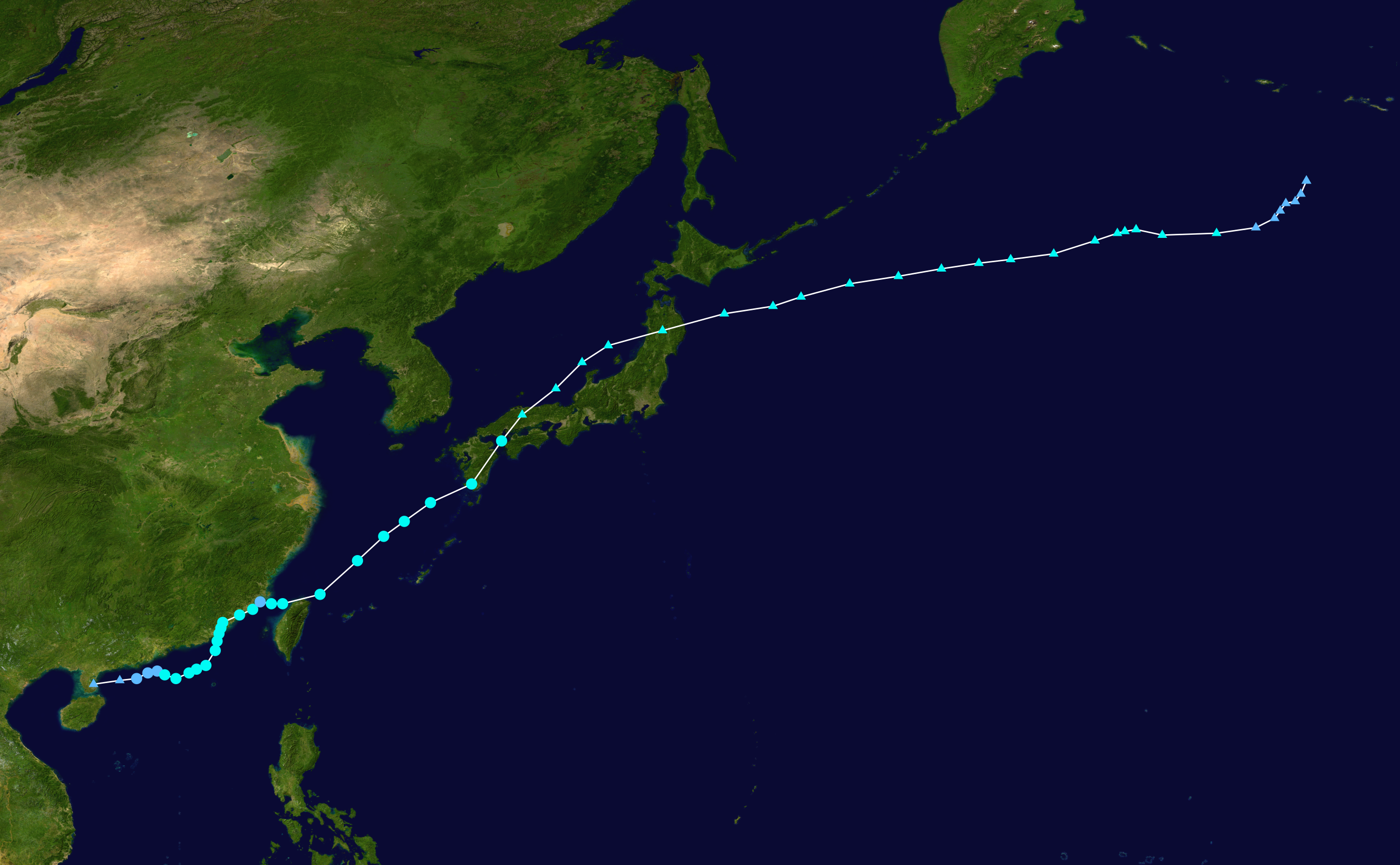
進路図

中国地方などを中心に各地で大雨や強風に襲われた。気象庁は「顕著な大雨に関する情報」を島根県隠岐に発表していた。降り始めから9日午後4時までの総雨量は、島根県海士町海士で325.5mm、同県浜田市波佐で296.5mm、広島県山県郡北広島町八幡で276mmなどとなり、北広島町千代田地区には「緊急安全確保」が発表された。また、高知県室戸市で最大瞬間風速38mが観測されたほか、東京都江戸川区でも最大瞬間風速が25.5mを記録した。9日午前には、香川県直島で海岸に常設展示されていた草間彌生の代表作の一つであり、島のシンボルともなっていた屋外美術作品『南瓜』が海に流された上に海岸に打ち付けられて激しく損壊する被害が生じた。
また、この台風から変わった温帯低気圧の影響で、8月10日には北日本から東日本で大荒れの天気となり、青森県上北郡七戸町では河川が氾濫し、「緊急安全確保」が発表されたり、同県むつ市では国道279号に架かる橋が崩落するなどの被害が出た。
これまでに、岡山県と島根県でそれぞれ1人が死亡し、41人が重軽傷を負った。
| 人的被害   | 人的被害   | 人的被害 | 住家被害 | 住家被害 |
| ---------- | ---------- | -------- | -------- | -------- |
| 死者       | 死者       | 2人      | 全壊     | 9棟      |
| 行方不明者 | 行方不明者 |          | 半壊     | 58棟     |
| 負傷者     | 重傷       | 5人      | 一部破損 | 529棟    |
| 負傷者     | 軽傷       | 40人     | 床上浸水 | 35棟     |
| 負傷者     | 程度不明   |          | 床下浸水 | 113棟    |
| 合計       | 合計       | 47人     | 合計     | 744棟    |